# Fernando Fernández (football, 1979)
Pour les articles homonymes, voir Fernando Fernández, Fernando et Escribano.
Fernando Miguel Fernández Escribano, plus communément appelé Fernando Fernández ou simplement Fernando né le 2 juin 1979 à Málaga, est un footballeur espagnol évoluant au poste de milieu offensif. Il s'est reconverti entraîneur.

## Carrière
- 1999-00 : Real Madrid CF (Liga) (1 match, 0 but)
- 2000-01 : Real Valladolid (Liga) (27 matchs, 5 buts)
- 2001-02 : Real Valladolid  (Liga) (32 matchs, 14 buts)
- 2002-03 : Betis Séville (Liga) (35 matchs, 15 buts) (C3 : 6 matchs)
- 2003-04 : Betis Séville (Liga) (31 matchs, 4 buts)
- 2004-05 : Betis Séville (Liga) (34 matchs, 4 buts)
- 2005-06 : Betis Séville (Liga) (14 matchs, 1 but) (C1+C3 : 6+1 matchs)
- 2006-07 : Betis Séville (Liga) (25 matchs, 2 buts)
- 2007-08 : Betis Séville (Liga) (10 matchs, 1 but)
- 2008-09 : Málaga CF (Liga) (18 matchs, 0 but)
- 2009-10 : Málaga CF (Liga) (30 matchs, 5 buts)
- 2010-11 : Málaga CF (Liga) (21 matchs, 2 buts)
- 2011-12 : Diósgyőri VTK (OTP Bank Liga) (0 match, 0 but)[1],[2]

## Palmarès
- Betis Séville
  - Vainqueur de la Coupe d'Espagne : 2005